# Edu3.cat
Edu3.cat es un portal de Radio y TV educativos por Internet, que nació el 27 de octubre de 2007 fruto de un convenio de colaboración entre la Corporación Catalana de Medios Audiovisuales (CCMA)  y el Departamento de Educación de la Generalidad de Cataluña.
El portal Edu3.cat ha sido pionero en el Estado español en oferta educativa por Internet y se está posicionando como un portal de referencia de TV y Radio educativos a nivel europeo. Está integrado por materiales de Televisión de Cataluña TV3, Cataluña Radio, del propio Departamento y otros entes. En diciembre de 2007 se le otorgó el galardón Premio Zapping Valores.
Actualmente, el portal cuenta con 7000 audiovisuales integrados y catalogados según el currículum, facilitando su uso a la comunidad educativa. Incorpora un buscador propio con búsqueda avanzada facilitando la búsqueda curricular por soportes y palabras. La zona del profesorado ofrece servicios especializados para el profesorado y los profesionales del mundo educativo. Además, propone participar desde diferentes espacios: contribuir con enlaces, participar en el blog, insertar widgets en portales o blogs y aportar experiencias educativas (para usuarios identificados).
Entre otros, próximamente se publicarán las primeras guías didácticas de apoyo al profesorado, elaborados por especialistas en la materia y dos guías inéditas sobre programas de africanismo y dibujo naturalista con la autoría del prestigioso Sabater Pi, catedrático emérito de la Universidad de Barcelona y etoprimatólogo catalán.
Dispone de un buzón 24 horas al servicio de todos los usuarios para enviar dudas y sugerencias. También presenta áreas específicas de apoyo y una serie de vídeo tutoriales para ofrecer ayuda con varios software educativos. El portal ha sido catalogado por personal docente especializado en un fondo compartido por la UE e integrado en buscadores especializados. Desde el buscador Merlín del Departamento de Educación se puede localizar el fondo del portal y otros recursos educativos relacionados.
El Edu3.cat que colabora con las universidades catalanas, ha recibido materiales de divulgación científica facilitados por la UAB , Universidad Autónoma de Barcelona, de los programas Neo y 3 cuestiones, así como también materiales específicos cedidos por la UB , Universidad de Barcelona, y próximamente estrenará coproducciones. 
A finales de 2008 el CERN de Suiza cedió su fondo audiovisual para ser integrado al mencionado portal. El año 2009 se ha firmado un acuerdo con la Agencia Catalana de Protección de Datos para colaboraciones diversas, entre otros, la difusión de una serie noruega con material audiovisual dirigido a los padres sobre la protección de los niños y adolescentes a la red.